# If I'm Lucky (album)
If I'm Lucky è un album di Zoot Sims e del pianista jazz Jimmy Rowles, pubblicato dalla Pablo Records nel 1978. Il disco fu registrato il 27 e 28 ottobre del 1977 al RCA Recording Studios di New York City, New York (Stati Uniti).

## Tracce
Lato A
1. (I Wonder) Where Our Love Has Gone – 4:57 (Buddy Johnson)
2. Legs – 6:27 (Neal Hefti)
3. If I'm Lucky – 5:28 (Eddie DeLange, Josef Myrow)
4. Shadow Waltz – 5:30 (Al Dubin, Harry Warren)

Lato B
1. You're My Everything – 5:21 (Harry Warren, Joe Young, Mort Dixon)
2. It's Alright with Me – 6:46 (Cole Porter)
3. Gypsy Sweetheart – 4:14 (Mitchell Parish)
4. I Hear Rhapsody – 6:28 (Dick Gasparre, George Fragos, Jack Baker)

## Musicisti
- Zoot Sims - sassofono tenore
- Jimmy Rowles - pianoforte
- George Mraz - contrabbasso
- Mousie Alexander - batteria[4]